# Liste der Fahnenträger der Olympischen Winterspiele 2022
Die Liste der Fahnenträger der Olympischen Spiele 2022 beinhaltet die Fahnenträger sowohl der Eröffnungsfeier am 4. Februar als auch der Schlussfeier am 20. Februar 2022.
Beim Einmarsch der Nationen zogen Athleten aller teilnehmenden Nationen ins Nationalstadion Peking ein. Bei der Eröffnungsfeier wurden die einzelnen Teams von einem Fahnenträger aus den Reihen ihrer Sportler oder Offiziellen angeführt, der entweder von ihrem jeweiligen Nationalen Olympischen Komitee (NOK) oder von den Athleten selbst bestimmt wurde. Erstmals bei Winterspielen und zum zweiten Mal überhaupt nach den Sommerspielen 2020 in Tokio durfte jeweils eine Frau und ein Mann gemeinsam die Nationalfahne ins Stadion tragen. Die Neuheit von zwei Fahnenträgern entschied das Internationale Olympische Komitee im März 2020.

## Reihenfolge
Die griechische Mannschaft erhält traditionell den Platz an vorderster Stelle, ein Sonderstatus, der aus der Ausrichtung der antiken und ersten Spiele der Moderne in Griechenland herrührt. Zum ersten Mal bei Olympischen Winterspielen läuft die Nation, die der nächste Gastgeber für Winterspiele sein wird, in diesem Fall also Italien, als vorletztes ein. Die Gastgebernation China marschiert traditionell am Schluss der Parade ins Stadion ein. Die Athleten der anderen Länder betreten das Stadion in einer nach Zahl und Art der Striche in den chinesischen Schriftzeichen des jeweiligen Landesnamens bestimmten Reihenfolge. Die Festlegung der Reihenfolge nach den Regeln der Sprache des Gastgeberlandes entspricht sowohl der Tradition als auch den Statuten des Internationalen Olympischen Komitees (IOC).

## Liste der Fahnenträger
Nachfolgend führt eine Liste die Fahnenträger der Eröffnungs- und Schlussfeier aller teilnehmenden Nationen auf, sortiert nach der Abfolge ihres Einmarsches. Die Liste ist zudem sortierbar nach ihrem Staatsnamen, nach Mannschaftskürzel, nach Anzahl der Athleten, nach dem Nachnamen des Fahnenträgers und dessen Sportart.

### Nach Nationen
| Abfolge | Nationalmannschaft           | Kürzel | Athleten | Eröffnungsfeier              | Eröffnungsfeier       | Schlussfeier             | Schlussfeier     |
| Abfolge | Nationalmannschaft           | Kürzel | Athleten | Fahnenträger                 | Sportart              | Fahnenträger             | Sportart         |
| ------- | ---------------------------- | ------ | -------- | ---------------------------- | --------------------- | ------------------------ | ---------------- |
| 1       | Griechenland                 | GRE    | 5        | Apostolos Angelis            | Skilanglauf           | Ioannis Antoniou         | Ski Alpin        |
| 1       | Griechenland                 | GRE    | 5        | Maria Danou                  | Skilanglauf           | Ioannis Antoniou         | Ski Alpin        |
| 2       | Türkei                       | TUR    | 7        | Furkan Akar                  | Shorttrack            | Volunteer                | Volunteer        |
| 2       | Türkei                       | TUR    | 7        | Ayşenur Duman                | Skilanglauf           | Volunteer                | Volunteer        |
| 3       | Malta                        | MLT    | 1        | Jenise Spiteri               | Snowboard             | Volunteer                | Volunteer        |
| 4       | Madagaskar                   | MAD    | 2        | Mathieu Neumuller            | Ski Alpin             | Mathieu Neumuller        | Ski Alpin        |
| 4       | Madagaskar                   | MAD    | 2        | Mialitiana Clerc             | Ski Alpin             | Mathieu Neumuller        | Ski Alpin        |
| 5       | Malaysia                     | MAS    | 2        | Jeffrey Webb                 | Ski Alpin             | Jeffrey Webb             | Ski Alpin        |
| 5       | Malaysia                     | MAS    | 2        | Aruwin Salehhuddin           | Ski Alpin             | Jeffrey Webb             | Ski Alpin        |
| 6       | Ecuador                      | ECU    | 1        | Sarah Escobar                | Ski Alpin             | Volunteer                | Volunteer        |
| 7       | Eritrea                      | ERI    | 1        | Shannon-Ogbani Abeda         | Ski Alpin             | Shannon-Ogbani Abeda     | Ski Alpin        |
| 8       | Jamaika                      | JAM    | 7        | Benjamin Alexander           | Ski Alpin             | Rolando Reid             | Bob              |
| 8       | Jamaika                      | JAM    | 7        | Jazmine Fenlator-Victorian   | Bob                   | Rolando Reid             | Bob              |
| 9       | Belgien                      | BEL    | 19       | Armand Marchant              | Ski Alpin             | Hanne Desmet             | Shorttrack       |
| 9       | Belgien                      | BEL    | 19       | Loena Hendrickx              | Eiskunstlauf          | Hanne Desmet             | Shorttrack       |
| 10      | Japan                        | JPN    | 121      | Akito Watabe                 | Nordische Kombination | Arisa Gō                 | Eisschnelllauf   |
| 10      | Japan                        | JPN    | 121      | Arisa Gō                     | Eisschnelllauf        | Arisa Gō                 | Eisschnelllauf   |
| 11      | Chinesisch Taipeh            | TPE    | 4        | Ho Ping-jui                  | Ski Alpin             | Lee Wen-yi               | Ski Alpin        |
| 11      | Chinesisch Taipeh            | TPE    | 4        | Huang Yu-ting                | Eisschnelllauf        | Lee Wen-yi               | Ski Alpin        |
| 12      | Hongkong                     | HKG    | 3        | Sidney K Chu                 | Shorttrack            | Volunteer                | Volunteer        |
| 13      | Dänemark                     | DEN    | 63       | Frans Nielsen                | Eishockey             | Stefan Due Schmidt       | Eisschnelllauf   |
| 13      | Dänemark                     | DEN    | 63       | Madeleine Dupont             | Curling               | Stefan Due Schmidt       | Eisschnelllauf   |
| 14      | Ukraine                      | UKR    | 46       | Oleksandr Abramenko          | Freestyle-Skiing      | Olena Bilossjuk          | Biathlon         |
| 14      | Ukraine                      | UKR    | 46       | Oleksandra Nasarowa          | Eiskunstlauf          | Olena Bilossjuk          | Biathlon         |
| 15      | Usbekistan                   | UZB    | 1        | Komiljon Toʻxtayev           | Ski Alpin             | Volunteer                | Volunteer        |
| 16      | Brasilien                    | BRA    | 10       | Edson Bindilatti             | Bob                   | Manex Silva              | Skilanglauf      |
| 16      | Brasilien                    | BRA    | 10       | Jaqueline Mourão             | Skilanglauf           | Manex Silva              | Skilanglauf      |
| 17      | Pakistan                     | PAK    | 1        | Muhammad Karim               | Ski Alpin             | Muhammad Karim           | Ski Alpin        |
| 18      | Israel                       | ISR    | 6        | Evgeni Krasnopolski          | Eiskunstlauf          | Volunteer                | Volunteer        |
| 18      | Israel                       | ISR    | 6        | Noa Szőllős                  | Ski Alpin             | Volunteer                | Volunteer        |
| 19      | Osttimor                     | TLS    | 1        | Yohan Goutt Goncalves        | Ski Alpin             | Yohan Goutt Goncalves    | Ski Alpin        |
| 20      | Nordmazedonien               | MKD    | 3        | Dardan Dehari                | Ski Alpin             | Volunteer                | Volunteer        |
| 20      | Nordmazedonien               | MKD    | 3        | Ana Cvetanovska              | Skilanglauf           | Volunteer                | Volunteer        |
| 21      | Luxemburg                    | LUX    | 2        | Matthieu Osch                | Ski Alpin             | Matthieu Osch            | Ski Alpin        |
| 21      | Luxemburg                    | LUX    | 2        | Gwyneth ten Raa              | Ski Alpin             | Matthieu Osch            | Ski Alpin        |
| 22      | Belarus                      | BLR    | 28       | Ihnat Halawazjuk             | Eisschnelllauf        | Ihnat Halawazjuk         | Eisschnelllauf   |
| 22      | Belarus                      | BLR    | 28       | Anna Nifontowa               | Eisschnelllauf        | Ihnat Halawazjuk         | Eisschnelllauf   |
| 23      | Indien                       | IND    | 1        | Arif Khan                    | Ski Alpin             | Volunteer                | Volunteer        |
| 24      | Litauen                      | LTU    | 13       | Deividas Kizala              | Eiskunstlauf          | Modestas Vaičiulis       | Skilanglauf      |
| 24      | Litauen                      | LTU    | 13       | Paulina Ramanauskaitė        | Eiskunstlauf          | Modestas Vaičiulis       | Skilanglauf      |
| 25      | Nigeria                      | NGR    | 1        | Volunteer                    | Volunteer             | Samuel Ikpefan           | Skilanglauf      |
| 26      | Ghana                        | GHA    | 1        | Carlos Mäder                 | Ski Alpin             | Volunteer                | Volunteer        |
| 27      | Kanada                       | CAN    | 215      | Charles Hamelin              | Shorttrack            | Isabelle Weidemann       | Eisschnelllauf   |
| 27      | Kanada                       | CAN    | 215      | Marie-Philip Poulin          | Eishockey             | Isabelle Weidemann       | Eisschnelllauf   |
| 28      | San Marino                   | SMR    | 2        | Matteo Gatti                 | Ski Alpin             | Matteo Gatti             | Ski Alpin        |
| 28      | San Marino                   | SMR    | 2        | Anna Torsani                 | Ski Alpin             | Matteo Gatti             | Ski Alpin        |
| 29      | Kirgisistan                  | KGZ    | 1        | Maxim Gordejew               | Ski Alpin             | Volunteer                | Volunteer        |
| 30      | Armenien                     | ARM    | 6        | Mikajel Mikajeljan           | Skilanglauf           | Volunteer                | Volunteer        |
| 30      | Armenien                     | ARM    | 6        | Tina Karapetjan              | Eiskunstlauf          | Volunteer                | Volunteer        |
| 31      | Spanien                      | ESP    | 14       | Ander Mirambell              | Skeleton              | Adrián Díaz              | Eiskunstlauf     |
| 31      | Spanien                      | ESP    | 14       | Queralt Castellet            | Snowboard             | Adrián Díaz              | Eiskunstlauf     |
| 32      | Liechtenstein                | LIE    | 2        | Volunteer                    | Volunteer             | Volunteer                | Volunteer        |
| 33      | Iran                         | IRI    | 3        | Sattar Seid                  | Skilanglauf           | Volunteer                | Volunteer        |
| 33      | Iran                         | IRI    | 3        | Atefeh Ahmadi                | Ski Alpin             | Volunteer                | Volunteer        |
| 34      | Ungarn                       | HUN    | 14       | Márton Kékesi                | Ski Alpin             | Ádám Kónya               | Skilanglauf      |
| 34      | Ungarn                       | HUN    | 14       | Zíta Tóth                    | Ski Alpin             | Ádám Kónya               | Skilanglauf      |
| 35      | Island                       | ISL    | 5        | Sturla Snær Snorrason        | Ski Alpin             | Snorri Einarsson         | Skilanglauf      |
| 35      | Island                       | ISL    | 5        | Kristrún Guðnadóttir         | Skilanglauf           | Snorri Einarsson         | Skilanglauf      |
| 36      | Andorra                      | AND    | 5        | Maeva Estevez                | Snowboard             | Volunteer                | Volunteer        |
| 37      | Finnland                     | FIN    | 95       | Valtteri Filppula            | Eishockey             | Krista Pärmäkoski        | Skilanglauf      |
| 38      | Kroatien                     | CRO    | 11       | Marko Skender                | Skilanglauf           | Tena Hadžić              | Skilanglauf      |
| 38      | Kroatien                     | CRO    | 11       | Zrinka Ljutić                | Ski Alpin             | Tena Hadžić              | Skilanglauf      |
| 39      | Saudi-Arabien                | KSA    | 1        | Fayik Abdi                   | Ski Alpin             | Volunteer                | Volunteer        |
| 40      | Albanien                     | ALB    | 1        | Denni Xhepa                  | Ski Alpin             | Volunteer                | Volunteer        |
| 41      | Argentinien                  | ARG    | 6        | Franco Dal Farra             | Skilanglauf           | María Victoria Rodríguez | Eisschnelllauf   |
| 41      | Argentinien                  | ARG    | 6        | Francesca Baruzzi            | Ski Alpin             | María Victoria Rodríguez | Eisschnelllauf   |
| 42      | Aserbaidschan                | AZB    | 2        | Vladimir Litvintsev          | Eiskunstlauf          | Volunteer                | Volunteer        |
| 43      | Lettland                     | LAT    | 60       | Lauris Dārziņš               | Eishockey             | Matīss Miknis            | Bob              |
| 43      | Lettland                     | LAT    | 60       | Elīza Tīruma                 | Rennrodeln            | Matīss Miknis            | Bob              |
| 44      | Großbritannien               | GBR    | 49       | Dave Ryding                  | Ski Alpin             | Bruce Mouat              | Curling          |
| 44      | Großbritannien               | GBR    | 49       | Eve Muirhead                 | Curling               | Bruce Mouat              | Curling          |
| 45      | Rumänien                     | ROU    | 21       | Paul Constantin Pepene       | Skilanglauf           | Andreea Grecu            | Bob              |
| 45      | Rumänien                     | ROU    | 21       | Raluca Strămăturaru          | Rennrodeln            | Andreea Grecu            | Bob              |
| 46      | ROC                          | ROC    | 216      | Wadim Schipatschow           | Eishockey             | Alexander Bolschunow     | Skilanglauf      |
| 46      | ROC                          | ROC    | 216      | Olga Fatkulina               | Eisschnelllauf        | Alexander Bolschunow     | Skilanglauf      |
| 47      | Frankreich                   | FRA    | 86       | Kévin Rolland                | Freestyle-Skiing      | Quentin Fillon Maillet   | Biathlon         |
| 47      | Frankreich                   | FRA    | 86       | Tessa Worley                 | Ski Alpin             | Quentin Fillon Maillet   | Biathlon         |
| 48      | Polen                        | POL    | 57       | Zbigniew Bródka              | Eisschnelllauf        | Piotr Michalski          | Eisschnelllauf   |
| 48      | Polen                        | POL    | 57       | Aleksandra Król              | Snowboard             | Piotr Michalski          | Eisschnelllauf   |
| 49      | Puerto Rico                  | PUR    | 2        | William Flaherty             | Ski Alpin             | Kellie Delka             | Skeleton         |
| 49      | Puerto Rico                  | PUR    | 2        | Kellie Delka                 | Skeleton              | Kellie Delka             | Skeleton         |
| 50      | Bosnien und Herzegowina      | BIH    | 6        | Mirza Nikolajev              | Rennrodeln            | Strahinja Erić           | Skilanglauf      |
| 50      | Bosnien und Herzegowina      | BIH    | 6        | Elvedina Muzaferija          | Ski Alpin             | Strahinja Erić           | Skilanglauf      |
| 51      | Bolivien                     | BOL    | 2        | Simon Breitfuss Kammerlander | Ski Alpin             | Volunteer                | Volunteer        |
| 52      | Norwegen                     | NOR    | 84       | Kjetil Jansrud               | Ski Alpin             | Marte Olsbu Røiseland    | Biathlon         |
| 52      | Norwegen                     | NOR    | 84       | Kristin Skaslien             | Curling               | Marte Olsbu Røiseland    | Biathlon         |
| 53      | Kasachstan                   | KAZ    | 34       | Absal Äschghalijew           | Shorttrack            | Absal Äschghalijew       | Shorttrack       |
| 53      | Kasachstan                   | KAZ    | 34       | Jekaterina Aidowa            | Eisschnelllauf        | Absal Äschghalijew       | Shorttrack       |
| 54      | Kosovo                       | KOS    | 2        | Albin Tahiri                 | Ski Alpin             | Volunteer                | Volunteer        |
| 54      | Kosovo                       | KOS    | 2        | Kiana Kryeziu                | Ski Alpin             | Volunteer                | Volunteer        |
| 55      | Bulgarien                    | BUL    | 15       | Radoslaw Jankow              | Snowboard             | Volunteer                | Volunteer        |
| 55      | Bulgarien                    | BUL    | 15       | Marija Sdrawkowa             | Biathlon              | Volunteer                | Volunteer        |
| 56      | Vereinigte Staaten           | USA    | 225      | John Shuster                 | Curling               | Elana Meyers Taylor      | Bob              |
| 56      | Vereinigte Staaten           | USA    | 225      | Brittany Bowe                | Eisschnelllauf        | Elana Meyers Taylor      | Bob              |
| 57      | Amerikanisch-Samoa           | ASA    | 1        | Nathan Crumpton              | Skeleton              | Nathan Crumpton          | Skeleton         |
| 58      | Amerikanische Jungferninseln | ISV    | 1        | Volunteer                    | Volunteer             | Volunteer                | Volunteer        |
| 59      | Thailand                     | THA    | 4        | Nicola Zanon                 | Ski Alpin             | Volunteer                | Volunteer        |
| 59      | Thailand                     | THA    | 4        | Karen Chanloung              | Skilanglauf           | Volunteer                | Volunteer        |
| 60      | Niederlande                  | NED    | 41       | Kjeld Nuis                   | Eisschnelllauf        | Irene Schouten           | Eisschnelllauf   |
| 60      | Niederlande                  | NED    | 41       | Lindsay van Zundert          | Eiskunstlauf          | Irene Schouten           | Eisschnelllauf   |
| 61      | Georgien                     | GEO    | 9        | Moris Qwitelaschwili         | Eiskunstlauf          | Luka Berulawa            | Eiskunstlauf     |
| 61      | Georgien                     | GEO    | 9        | Nino Ziklauri                | Ski Alpin             | Luka Berulawa            | Eiskunstlauf     |
| 62      | Kolumbien                    | COL    | 3        | Carlos Andres Quintana       | Skilanglauf           | Laura Gómez              | Eisschnelllauf   |
| 62      | Kolumbien                    | COL    | 3        | Laura Gómez                  | Eisschnelllauf        | Laura Gómez              | Eisschnelllauf   |
| 63      | Trinidad und Tobago          | TTO    | 3        | Andre Marcano                | Bob                   | Volunteer                | Volunteer        |
| 64      | Peru                         | PER    | 1        | Ornella Oettl Reyes          | Ski Alpin             | Volunteer                | Volunteer        |
| 65      | Irland                       | IRL    | 6        | Brendan Newby                | Freestyle-Skiing      | Thomas Maloney Westgård  | Skilanglauf      |
| 65      | Irland                       | IRL    | 6        | Elsa Desmond                 | Rennrodeln            | Thomas Maloney Westgård  | Skilanglauf      |
| 66      | Estland                      | EST    | 26       | Martin Himma                 | Skilanglauf           | Kelly Sildaru            | Freestyle-Skiing |
| 66      | Estland                      | EST    | 26       | Kelly Sildaru                | Freestyle-Skiing      | Kelly Sildaru            | Freestyle-Skiing |
| 67      | Haiti                        | HAI    | 1        | Richardson Viano             | Ski Alpin             | Richardson Viano         | Ski Alpin        |
| 68      | Tschechien                   | CZE    | 114      | Michal Březina               | Eiskunstlauf          | Martina Sáblíková        | Eisschnelllauf   |
| 68      | Tschechien                   | CZE    | 114      | Alena Mills                  | Eishockey             | Martina Sáblíková        | Eisschnelllauf   |
| 69      | Philippinen                  | PHI    | 1        | Asa Miller                   | Ski Alpin             | Asa Miller               | Ski Alpin        |
| 70      | Slowenien                    | SLO    | 44       | Rok Marguč                   | Snowboard             | Anita Klemenčič          | Skilanglauf      |
| 70      | Slowenien                    | SLO    | 44       | Ilka Štuhec                  | Ski Alpin             | Anita Klemenčič          | Skilanglauf      |
| 71      | Slowakei                     | SVK    | 50       | Marek Hrivík                 | Eishockey             | Peter Cehlárik           | Eishockey        |
| 71      | Slowakei                     | SVK    | 50       | Katarína Šimoňáková          | Rennrodeln            | Peter Cehlárik           | Eishockey        |
| 72      | Portugal                     | POR    | 3        | Ricardo Brancal              | Ski Alpin             | Volunteer                | Volunteer        |
| 72      | Portugal                     | POR    | 3        | Vanina Guerillot             | Ski Alpin             | Volunteer                | Volunteer        |
| 73      | Südkorea                     | KOR    | 64       | Kwak Yoon-gy                 | Shorttrack            | Cha Min-kyu              | Eisschnelllauf   |
| 73      | Südkorea                     | KOR    | 64       | Kim A-lang                   | Shorttrack            | Cha Min-kyu              | Eisschnelllauf   |
| 74      | Montenegro                   | MNE    | 3        | Eldar Salihović              | Ski Alpin             | Volunteer                | Volunteer        |
| 74      | Montenegro                   | MNE    | 3        | Jelena Vujičić               | Ski Alpin             | Volunteer                | Volunteer        |
| 75      | Chile                        | CHI    | 4        | Henrik von Appen             | Ski Alpin             | Volunteer                | Volunteer        |
| 75      | Chile                        | CHI    | 4        | Dominique Ohaco              | Freestyle-Skiing      | Volunteer                | Volunteer        |
| 76      | Österreich                   | AUT    | 105      | Benjamin Maier               | Bob                   | Johannes Strolz          | Ski Alpin        |
| 76      | Österreich                   | AUT    | 105      | Julia Dujmovits              | Snowboard             | Katharina Liensberger    | Ski Alpin        |
| 77      | Schweiz                      | SUI    | 166      | Andres Ambühl                | Eishockey             | Ryan Regez               | Freestyle-Skiing |
| 77      | Schweiz                      | SUI    | 166      | Wendy Holdener               | Ski Alpin             | Ryan Regez               | Freestyle-Skiing |
| 78      | Schweden                     | SWE    | 116      | Oliwer Magnusson             | Freestyle-Skiing      | Elvira Öberg             | Biathlon         |
| 78      | Schweden                     | SWE    | 116      | Emma Nordin                  | Eishockey             | Elvira Öberg             | Biathlon         |
| 79      | Mongolei                     | MGL    | 2        | Batmönchiin Atschbadrach     | Skilanglauf           | Batmönchiin Atschbadrach | Skilanglauf      |
| 79      | Mongolei                     | MGL    | 2        | Ariunsanaagiin Enchtuul      | Skilanglauf           | Batmönchiin Atschbadrach | Skilanglauf      |
| 80      | Neuseeland                   | NZL    | 15       | Finn Bilous                  | Freestyle-Skiing      | Nico Porteous            | Freestyle-Skiing |
| 80      | Neuseeland                   | NZL    | 15       | Alice Robinson               | Ski Alpin             | Nico Porteous            | Freestyle-Skiing |
| 81      | Serbien                      | SRB    | 2        | Marko Vukićević              | Ski Alpin             | Volunteer                | Volunteer        |
| 82      | Zypern                       | CYP    | 1        | Giannos Kougioumtzian        | Ski Alpin             | Volunteer                | Volunteer        |
| 83      | Mexiko                       | MEX    | 4        | Donovan Carrillo             | Eiskunstlauf          | Rodolfo Dickson          | Ski Alpin        |
| 83      | Mexiko                       | MEX    | 4        | Sarah Schleper de Gaxiola    | Ski Alpin             | Rodolfo Dickson          | Ski Alpin        |
| 84      | Libanon                      | LIB    | 3        | Cesar Arnouk                 | Ski Alpin             | Volunteer                | Volunteer        |
| 84      | Libanon                      | LIB    | 3        | Manon Ouaiss                 | Ski Alpin             | Volunteer                | Volunteer        |
| 85      | Deutschland                  | GER    | 148      | Francesco Friedrich          | Bob                   | Thorsten Margis          | Bob              |
| 85      | Deutschland                  | GER    | 148      | Claudia Pechstein            | Eisschnelllauf        | Thorsten Margis          | Bob              |
| 86      | Moldau                       | MDA    | 5        | Doina Descalui               | Rennrodeln            | Alina Stremous           | Biathlon         |
| 87      | Monaco                       | MON    | 3        | Arnaud Alessandria           | Ski Alpin             | Volunteer                | Volunteer        |
| 88      | Marokko                      | MAR    | 1        | Yassine Aouich               | Ski Alpin             | Volunteer                | Volunteer        |
| 89      | Australien                   | AUS    | 44       | Brendan Kerry                | Eiskunstlauf          | Sami Kennedy-Sim         | Freestyle-Skiing |
| 89      | Australien                   | AUS    | 44       | Laura Peel                   | Freestyle-Skiing      | Sami Kennedy-Sim         | Freestyle-Skiing |
| 90      | Italien                      | ITA    | 119      | Michela Moioli               | Snowboard             | Francesca Lollobrigida   | Eisschnelllauf   |
| 91      | Volksrepublik China          | CHN    | 181      | Gao Tingyu                   | Eisschnelllauf        | Gao Tingyu               | Eisschnelllauf   |
| 91      | Volksrepublik China          | CHN    | 181      | Zhao Dan                     | Skeleton              | Xu Mengtao               | Freestyle-Skiing |

### Nach Sportarten
| Sportart              | Eröffnungsfeier | Anzahl | Schlussfeier | Anzahl |
| --------------------- | --- | ------ | --- | ------ |
| Biathlon              | Bulgarien | 01     | Frankreich Norwegen Schweden Ukraine | 04     |
| Bobsport              | Jamaika Brasilien Trinidad und Tobago Osterreich Deutschland | 05     | Deutschland Vereinigte Staaten | 02     |
| Curling               | Danemark Vereinigtes Konigreich Norwegen Vereinigte Staaten | 04     | – | –      |
| Eishockey             | Danemark Kanada Finnland Lettland Olympia Tschechien Slowakei Schweiz | 09     | Slowakei | 01     |
| Eiskunstlauf          | Belgien Ukraine Israel Litauen Litauen Armenien Aserbaidschan Niederlande Georgien Tschechien Mexiko Australien | 12     | Spanien | 01     |
| Eisschnelllauf        | Japan Chinesisch Taipeh Belarus Belarus Olympia Polen Kasachstan Vereinigte Staaten Niederlande Kolumbien Deutschland China Volksrepublik | 12     | Italien Kanada Tschechien | 03     |
| Freestyle-Skiing      | Ukraine Frankreich Irland Estland Chile Schweden Neuseeland Australien | 08     | Schweiz Australien Neuseeland China Volksrepublik | 04     |
| Nordische Kombination | Japan | 01     | – | –      |
| Rennrodeln            | Lettland Rumänien Bosnien und Herzegowina Irland Slowakei Moldau Republik | 06     | – | –      |
| Shorttrack            | Turkei Hongkong Kanada Kasachstan Korea Sud Korea Sud | 06     | China Volksrepublik | 01     |
| Skeleton              | Spanien Puerto Rico Samoa Amerikanisch China Volksrepublik | 04     | – | –      |
| Ski Alpin             | Madagaskar Madagaskar Malaysia Malaysia Ecuador Eritrea Belgien Chinesisch Taipeh Usbekistan Israel Nordmazedonien Luxemburg Luxemburg Indien Ghana San Marino San Marino Kirgisistan Iran Ungarn Ungarn Island Kroatien Saudi-Arabien Albanien Argentinien Vereinigtes Konigreich Frankreich Puerto Rico Bosnien und Herzegowina Bolivien Norwegen Kosovo Kosovo Thailand Georgien Peru Haiti Philippinen Slowenien Portugal Portugal Montenegro Montenegro Chile Schweiz Neuseeland Serbien Zypern Republik Mexiko Libanon Libanon Monaco Marokko | 57     | Osterreich | 01     |
| Skilanglauf           | Griechenland Griechenland Turkei Brasilien Nordmazedonien Armenien Iran Island Kroatien Argentinien Rumänien Thailand Kolumbien Estland Mongolei Mongolei | 16     | Olympia Slowenien | 02     |
| Skispringen           | – | –      | – | –      |
| Snowboard             | Malta Spanien Andorra Polen Bulgarien Slowenien Osterreich Italien | 09     | – | –      |
| Volunteer             | Nigeria Liechtenstein Jungferninseln Amerikanische | 03     | Turkei Malta Ecuador Israel Hongkong Neuseeland Usbekistan Nordmazedonien Indien Ghana Kirgisistan Armenien Liechtenstein Iran Andorra Saudi-Arabien Albanien Aserbaidschan Vereinigtes Konigreich Bolivien Kosovo Bulgarien Thailand Trinidad und Tobago Peru Portugal Chile Serbien Zypern Republik Libanon Monaco Marokko | 32     |